# Haslum HK
Der Haslum Håndballklubb ist die Handballabteilung des 1938 gegründeten norwegischen Sportvereins Haslum Idrettslag aus Haslum. 
Haslum HK gewann die norwegische Punktspielrunde (Seriesmestere) in den Jahren 2011 und 2012, die Meisterschaft (Slutspillvinnere) 2005, 2009 und 2011 sowie den Pokal 2005, 2011, 2012 und 2017. International erreichte der Verein das Achtelfinale im Europapokal der Pokalsieger 2006/07 sowie zweimal die 3. Runde im EHF Europa Pokal.

## Bekannte Spieler
zu den Spielern bei Haslum HK gehören bzw. gehörten auch Kenneth Klev, Thomas Kristensen, Erlend Mamelund, Marius Riise, Sander Sagosen, Kent Robin Tønnesen, Henrik Ruud Tovås und Thomas Langerud.